# Nils Hanson i Berga
Nils Hanson, Hanson i Berga, född 4 augusti 1835 i Rengsjö socken, Gävleborgs län, död där 5 december 1916, var en svensk lantbrukare och riksdagsman. 
Hanson var hemmansägare i Berga i Gävleborgs län. Han var även politiker och ledamot av riksdagens andra kammare för Södra Hälsinglands östra tingslags valkrets 1887–1902.